# Rosemarie Trockel

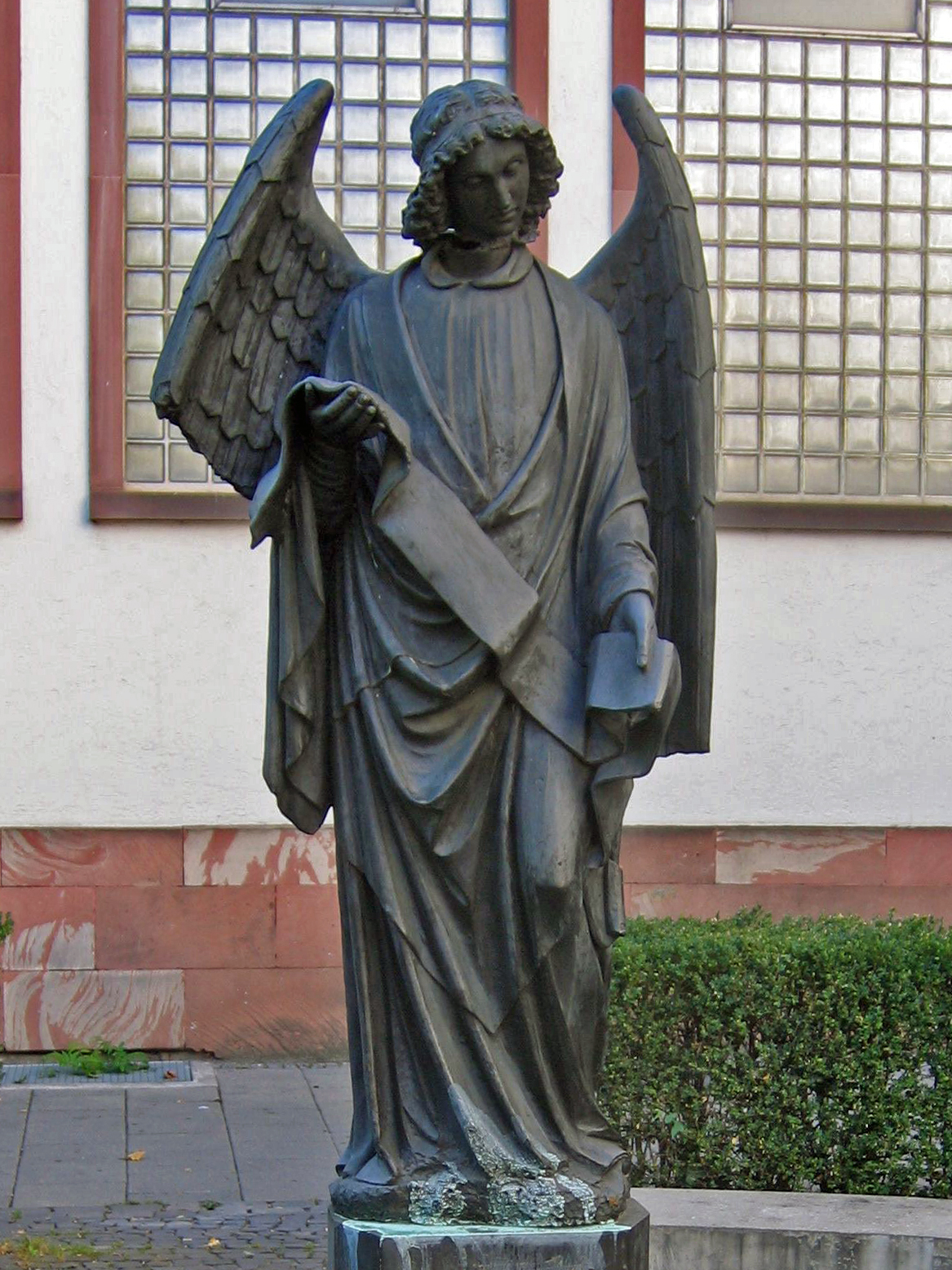
Frankfurter Engel, Rosemarie Trockel, 1994

Rosemarie Trockel (Schwerte, 13 november 1952) is een Duitse kunstenares. Zij is een vertegenwoordiger van de conceptuele kunst.

## Leven en werk
Trockel groeide op in Leverkusen-Opladen en volgde vanaf 1971 de lerarenopleiding in de vakken antropologie, sociologie, theologie en wiskunde aan de Pädagogische Hochschule in Keulen. Van 1974 tot 1978 studeerde zij kunst en design bij de schilder Werner Schriefers aan de Kölner Werkschule (sinds 1971 onderdeel van de Fachhochschule Köln). In 1980 raakte zij bevriend met de planologe Monika Sprüth, met wie zij naar de Verenigde Staten reisde. Zij maakte er kennis met de conceptuele kunstenaressen Jenny Holzer, Barbara Kruger en Cindy Sherman.
Trockel is als kunstenares actief als schilder, tekenaar, beeldhouwer, video-, object- en installatiekunstenaar. Zij had in 1982 haar eerste solo-exposities in Keulen en Bonn en in 1988 nam zij deel aan de expositie "Made in Cologne". Zij stelde haar werk eveneens tentoon in de Verenigde Staten. In 1988 was haar werk te zien in het Museum of Modern Art in New York en in 1991 in het Museum of Contemporary Art in Chicago en het Institute of Contemporary Art in Boston. In 1997 werd zij met de kunstenaar Carsten Höller uitgenodigd voor deelname aan de documenta X in Kassel met het werk Ein Haus für Schweine und Menschen. Voorts was zij met werk vertegenwoordigd bij de Biënnale van Venetië van 1999 en Skulptur.Projekte van 2007 in Münster. In 2011 won Rosemarie Trockel de Goslarer Kaiser Ring en werd haar werk tentoongesteld in het Mönchehaus Museum Goslar in Goslar.
De kunstenares woont en werkt in Keulen. Zij is sinds 1995 lid van de Akademie der Künste in Berlijn en vanaf 1998 hoogleraar aan de Kunstakademie Düsseldorf.

## Exposities in Nederland en België
- 2001 Museum De Pont in Tilburg - tekeningen[2]
- 2012 Wiels in Vorst[3]

## Fotogalerij

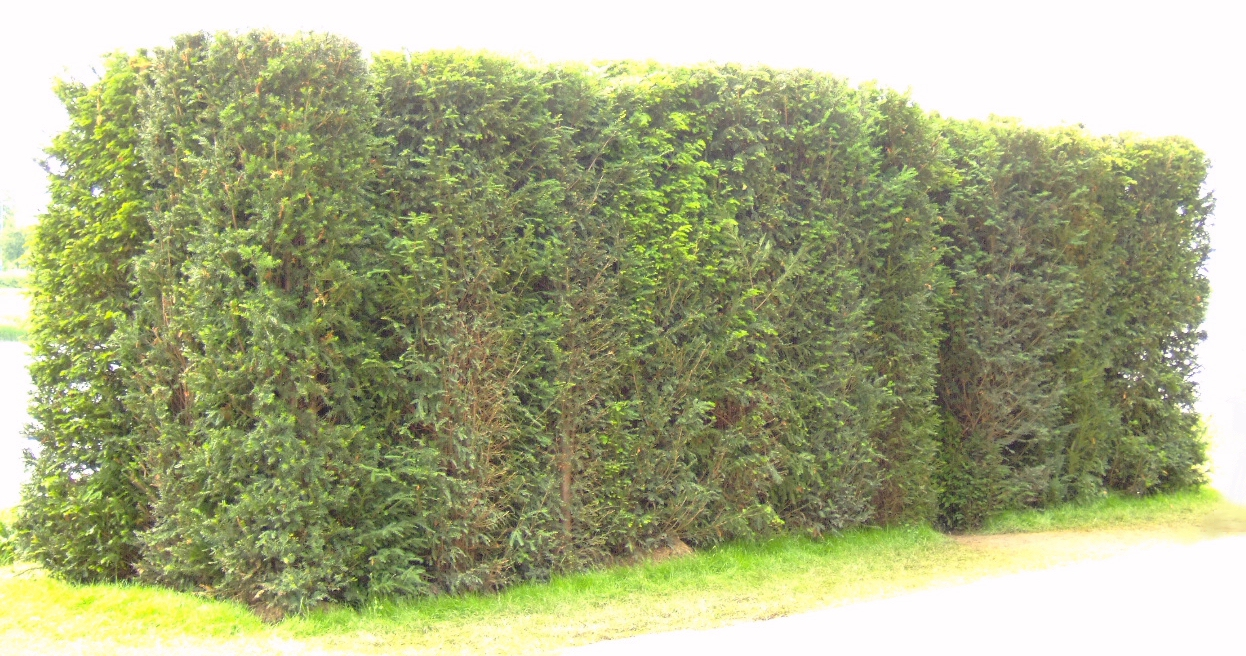
Less Sauvage than Others (2007), Skulptur.Projekte, Münster